# Личкове
Ли́чкове — село в Самарівському районі Дніпропетровської області. Центр Личківської сільської громади. Кількість населення за переписом 2001 року становить 2 822 особи.

## Географія
Село Личкове розташоване на півночі області на її межі з Харківською областю. Знаходиться на правому березі каналу Дніпро — Донбас паралельно якому протікає річка Оріль, нижче за течією примикає село Великокозирщина, на протилежному березі стариці річки Оріль — село Лиманівка (Берестинський район) Харківської області. Навколо села розташовані залишки русла річки Оріль, яке утворює лимани, стариці та заболочені озера. Через село проходять автомобільна автошлях територіального значення Т 0412, що сполучає Личкове із сусіднім селом Бузівкою та містом Перещепиним. Також через село пролягає залізниця, на станції Бузівка зупиняються тільки приміські поїзди.

## Історія
На території, де розташоване село Личкове, виявлені поселення та могильник епохи неоліту (IV тисячоліття до н. е.), кургани епохи бронзи (II тисячоліття до н. е.), поселення і могильник слов'ян VII—VIII ст. н. ери.

### Від заснування до початку ХХ століття
Село засноване в другій половині 17 століття. Назва походить від українського слова лика лози, якого було вдосталь у долині Орелі, що використовувалося тут для в'язання личаків  — давнього слов'янського взуття.
За іншою версією, що побутує на рівні усних переказів, назва села походить від імені козака Личка  — засновника села. За легендою, Личко був дуже вродливим чоловіком, обличчя якого було спотворене шрамом від шаблі, через що він і отримав своє прізвисько.
Дана версія походження назви також підтверджується тим фактом, що перша офіційна згадка про Личкове датується 1706 роком у збірнику Феодосія Макаревського «Материалы для историко-статистического описания Екатеринославской Епархии: Церкви и приходы прошедшего XVIII столетия», де зазначається, що у Личковому є кілька десятків дворів і дерев'яна церква. Там же згадується про оселення у Личковому козаків, які після зруйнування 1709 року Чортомлицької Січі селилися вздовж берегів Орілі.
У 1737 році село зазнало нападу військ Кримського ханства, під час якого було спалено багато осель, а значну частину жителів було забрано в полон. Наступного року багато мешканців села померло від чуми. 1740 року село було відбудоване, однак 1768 року знову вщент зруйноване набігом кримських татар. На 1772 рік у Личковому налічувалось 90 родин і 1 014 мешканців. На землях навколо села було засновано зимівники і хутори, право на це, т. зв. «білет», видавалося Кошем власникам коней або худоби для випасання.
Із 1766 року Личкове було центром Протовчанської паланки, згодом село перебувало у складі Орільської паланки. Згодом була утворена окрема Личківської паланка Запорозької Січі.
Населення Личкового складали козаки і посполиті. Поряд із виконанням військової служби жителі села займалися тваринництвом, рибальством, бджільництвом і деякими ремеслами. Хліборобство не було основним видом діяльності жителів, але згодом і тут зайнялись вирощуванням пшениці, жита, ячменю та інших культур. У 1776 році у Личковому проживало 1 479 осіб, з яких 758 поселян і хліборобів та 366 «робітних людей», тобто тих, хто обслуговував зимівники козацької старшини та заможних козаків.
Після ліквідації Запорозької Січі Личкове увійшло до складу Азовської губернії. У 1776—1778 рр. було центром Личківського повіту, що утворено замість скасованої 1775 року Личковської паланки Запорозької Січі. Згодом Личкове у складі Царичанського повіту, а з 1783 року входить до складу Новомосковського повіту, де є центром Личківської волості.
Населення Личкового було переведено до категорії державних селян, найбідніші з яких згодом ставали кріпаками. Саме село і землі навколо нього були передані у власність статського радника М. Іванова. Йому належало 214 дворів із 1393 кріпаками, а також винокурня, кінний завод та два млини.
У другій чверті 19 століття село придбав поміщик І. В. Катеринич. Станом на 1862 рік в селі проживало 1334 душі, налічувалось 204 двори. Щороку проводилось 3 ярмарки (23 квітня, 1 жовтня, 4 листопада).
Із кінця 19 століття щороку в Личковому відбувалося 4 ярмарки.
Після проведення селянської та земельної реформ у Російській імперії 1861 року селянам Личкового було виділено частину земель. Більшість землі залишилась у власності поміщика, максимальний розмір наділу, яку міг одержати селянин, становив 4 десятини (близько 4,37 га). Зберігся офіційний документ про виступ селян Личкового у 1884 році в зв'язку з тим, що поміщик не додав їм кілька десятків десятин землі.

### ХХ століття
Із 1885 року в селі працювала церковнопарафіальна трирічна школа, а у 1911 році відкрито однокласне початкове училище, що підпорядковувалось повітовому земству. Із 1906 року почав діяти фельдшерський пункт.
У 1908 році в селі проживало 2 708 мешканців.
Зі становленням у селі радянської влади і початком примусової колективізації почалося створення колгоспів. Також 1925 року було відкрито медичну амбулаторію, колишню земську початкову школу реорганізовано у семирічну, а з 1937 року — в десятирічну середню школу.
За адміністративно-територіальним поділом Личкове входило до складу Котівського району.
Під час Другої світової війни було окуповане німецько-нацистськими військами з 28 вересня 1941 року по 23 вересня 1943 року.
1956 року колгоспи Личкового було об'єднано в один — ім. Суворова. Після ліквідації Котовського району село увійшло до складу Магдалинівського району.
У 1970-х роках тут велось спорудження каналу Дніпро—Донбас. Канал перерізав русло Орілі поблизу Личкового, внаслідок чого річка тепер не протікає поблизу села. На місті старого русла утворені дві штучні водойми.

## Сучасність

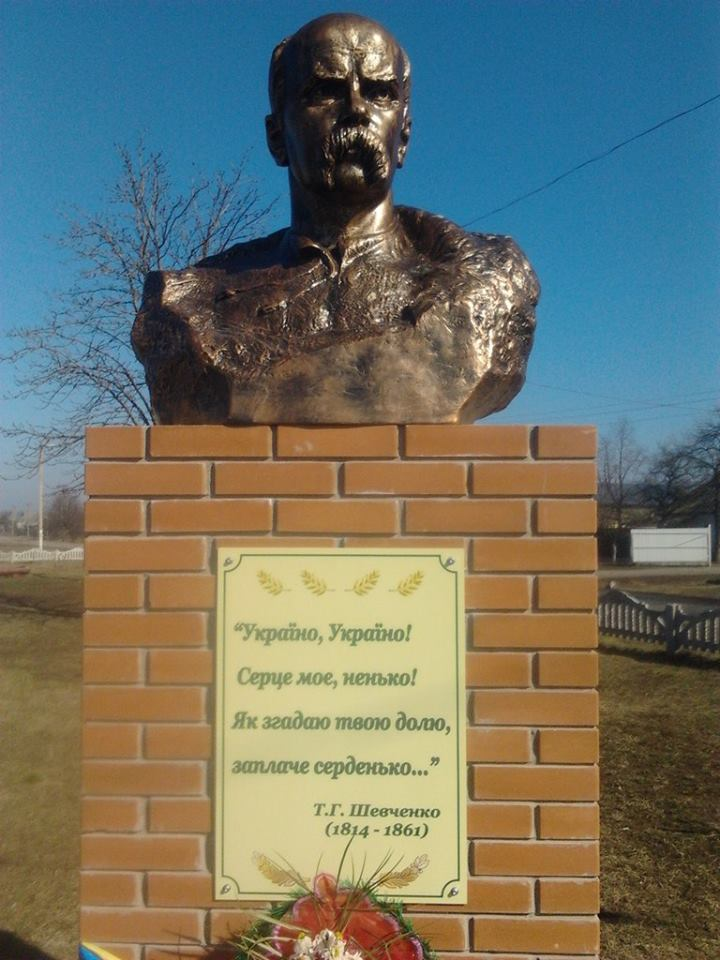
Пам'ятник Т. Шевченку, встановлений у Личковому у 2014 році

### Підприємства
У листопаді 2002 року підприємством «ХарківГазВидобування» введено в експлуатацію Личківське нафтогазоконденсатне родовище.
У Личковому діє декілька дрібних сільськогосподарських підприємств, зерносклад, нафтобаза.

### Заклади соціальної сфери
- Личківська середня (загальноосвітня) школа
- дитячий садок
- будинок культури
- будинок побуту з перукарнею
- дільнича лікарня та ветлікарня
- пошта
- Личківська сільська бібліотека

### Транспортне сполучення
Через Личкове проходить автошлях Т 0412. Станція Бузівка Придніпровської залізниці розташована у Личковому.

## Каша по-личківськи
На другий день весілля в селі подають незвичну кашу, яку варять у казані і називають кашею по-личківськи.
Спершу у воді варять дрібно порізані курячі пупи. Можна їх перед цим і злегка підсмажити. Потім у бульйон додають домашні вершки, чим вища їх жирність – тим краще, масло - теж туди. А вже потім всипають перебране й промите пшоно. Від вершків каша набуває приємного смаку й запаху, стає наче шовковиста. Але й це ще не все – під кінець варіння у кашу додають збиті сирі яйця. Вливають їх тонкою цівкою, обережно помішуючи вариво. Старійшини села кажуть, що таку кашу тут варили на весілля здавна. Вона уособлювала міцний родинний зв'язок у новій сім’ї (бо ж пупи – це те, що зав’язують). Пшоно – це майбутні діти, яких бажали молодятам народжувати багато. Масло, вершки – це багатство, в якому мали б купатися молодята.

## Населення

### Мова
Розподіл населення за рідною мовою за даними перепису 2001 року:
| Мова            | Кількість | Відсоток |
| --------------- | --------- | -------- |
| українська      | 2663      | 94.37%   |
| російська       | 134       | 4.75%    |
| білоруська      | 12        | 0.43%    |
| вірменська      | 8         | 0.28%    |
| румунська       | 1         | 0.03%    |
| інші/не вказали | 4         | 0.14%    |
| Усього          | 2822      | 100%     |